# France d'abord

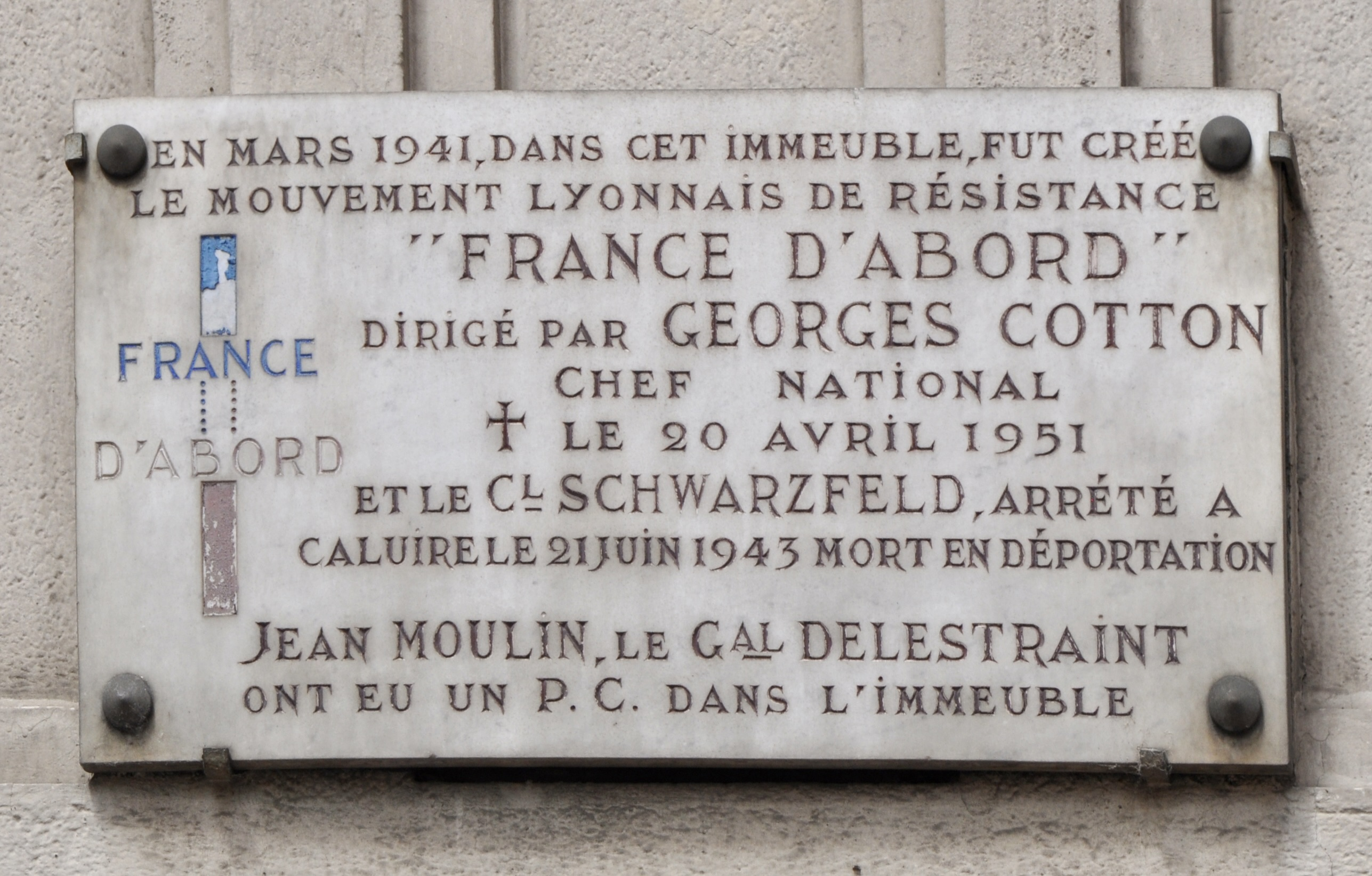
Plaque commémorative apposée sur la façade de l'immeuble où France d'abord avait son siège (16, rue Victor Hugo, 2e arrondissement de Lyon).

France d'abord est un mouvement de résistance français fondé à Lyon durant la Seconde Guerre Mondiale.

## Fondation et vie du mouvement
Créé par Georges Cotton en mars 1941, le mouvement comprend dans ses rangs le général Charles Delestraint et, à partir de 1942, le colonel Emile Schwarzfeld.
Installé en zone sud, France d'abord avait initialement pour but, tout en restant indépendant, de mettre en place des services utiles aux différents groupes de résistance qui s'étaient organisés dès 1940 sur le territoire national. Le siège du mouvement accueillera ainsi le PC de Jean Moulin et du général Delestraint, à qui la tâche a été confiée par le général de Gaulle d'organiser l'Armée secrète. 
À partir de juin 1943, le mouvement diffuse, sous le titre France d'abord, un journal clandestin dont le tirage initial sera de 20 exemplaires.